# 아만다 (텔레노벨라)
《아만다》(스페인어: Amanda)는 2016년 방영된 칠레의 텔레노벨라이다.